# Ivanjica
Ivanjica (Servisch: Ивањица) is een gemeente in het Servische district Moravica.
Ivanjica telt 35.445 inwoners (2002). De oppervlakte bedraagt 1090 km², de bevolkingsdichtheid is 32,5 inwoners per km².

## Sport
FK Javor Ivanjica is de betaaldvoetbalclub van Ivanjica.

## Geboren
- Draža Mihailović (1893-1946), Servisch oorlogsmisdadiger

## Plaatsen in de gemeente
| - Bedina Varoš - Bratljevo - Brezova - Brusnik - Budoželja - Bukovica - Vasiljevići - Vionica - Vrmbaje - Vučak - Gleđica - Gradac - Dajići - Devići - Deretin | - Dobri Do - Dubrava - Erčege - Ivanjica - Javorska Ravna Gora - Katići - Klekova - Kovilje - Komadine - Koritnik - Kosovica - Kumanica - Kušići - Lisa - Luke | - Mana - Maskova - Medovine - Međurečje - Močioci - Opaljenik - Osonica - Preseka - Prilike - Ravna Gora - Radaljevo - Rovine - Rokci - Sveštica - Sivčina | - Smiljevac - Čečina - Šarenik - Šume |